# Bagisara lulua
Bagisara lulua là một loài bướm đêm trong họ Noctuidae.